# Meiosquilla desmaresti
Meiosquilla desmaresti är en kräftdjursart som först beskrevs av Risso 1816.  Meiosquilla desmaresti ingår i släktet Meiosquilla och familjen Squillidae. Inga underarter finns listade i Catalogue of Life.